# Prince-of-Wales-Insel (Nunavut)
Die Prince-of-Wales-Insel (englisch Prince of Wales Island; inuktitut Kinngailaq) ist eine Insel im Kanadisch-arktischen Archipel. Verwaltungstechnisch gehört sie zum Territorium Nunavut. Erstmals erkundet wurde sie von William Kennedy und Joseph-René Bellot bei der Suche nach der verschollenen Arktisexpedition John Franklins im Jahr 1851. Benannt wurde die Insel nach dem damals zehnjährigen Prince of Wales Albert Edward, dem ältesten Sohn der Königin Victoria und späteren König Eduard VII.

## Geographie
Die südlich der Königin-Elizabeth-Inseln gelegene Insel liegt zwischen der Victoria-Insel im Westen und der Somerset-Insel im Osten. Mit einer Fläche von 33.339 km² belegt sie Platz 10 unter den größten Inseln Kanadas sowie Platz 40 unter den größten Inseln der Erde. Die Landschaft entspricht überwiegend Tundra.